# Muharem Serbezovski
Muharem Serbezovski (în macedoneană Мухарем Сербезовски, n. 2 mai 1950, Šuto Orizari⁠(d), Orașul Skopje⁠(d), Macedonia de Nord), supranumit Mumo, este un cântăreț bosniac de origine romă macedoneană, popular în fosta Iugoslavie. Este și scriitor, traducător, iar în anii 2000 a fost implicat în politică o scurtă perioadă de timp. S-a născut la Macedonia, dar locuiește la Sarajevo din 1975.
Debutul lui Muharem Serbezovski în muzică a avut loc în anii 1960, primul album fiind lansat la doar 12 ani. A devenit unul dintre cei mai populari cântăreți romi din Iugoslavia, mai ales în anii 1970-1980. A lansat 12 albume și 22 de single-uri și EP-uri. Profilul său este muzica romă, dar a explorat și amestecat și alte stiluri în creația sa, în special muzica turcească.
Începând cu anii 1980, Serbezovski s-a impus ca scriitor și traducător, publicând mai multe cărți și traducând Coranul în limba romani. Fiind un influent activist romani, a fost ales în parlamentul bosniac în anii 2000 pentru un mandat.

## Biografie

### Viață timpurie
Muharem Serbezovski s-a născut la 2 mai 1950 în Topaana, cea mai veche așezare romă din Skopje, la acea vreme capitala Republicii Socialiste Macedonia. Familia sa aparținea minorității rome și avea 11 membri. Tatăl său era imam și i-a insuflat lui Muharem un mare interes pentru islam și cultura musulmană. Întrucât părinții erau săraci, tânărul Muharem a fost nevoit să cânte de la o vârstă fragedă pentru a se întreține.

### Cariera muzicală
Muharem Serbezovski și-a lansat primul single, Kalajđiljar Kalaj Japar, în 1962, la vârsta de 12 ani. Discul conținea melodii în limba turcă. A devenit mai cunoscut la sfârșitul anilor 1960 datorită lui Stevo Teodosievski, compozitor și regizor al unui ansamblu de romi, și soției sale Esma Redžepova, cântăreață, la fel romă. Cei doi îndrumau în muzică mai mulți artiști romi din regiune. Faima lui Serbezovski a crescut în 1968, la vârsta de 18 ani, odată cu lansarea celui de-al doilea single, care includea două cântece, Džemile (în sârbocroată) și Gili e halisake (în romani). La interpretarea pieselor a participat și clarinetistul Medo Čun, un alt discipol al cuplului Teodosievski. Single-ul demonstrează un stil ornamentat de interpretare și o influență turcă, caracteristici care au însoțit opera cântărețului de-a lungul carierei sale.
În 1969, Serbezovski a plecat din Skopje, la fel ca majoritatea artiștilor romi din regiune. Mai întâi i-a urmat pe Stevo și Esma la Belgrad, la acea vreme capitala și principalul centru cultural al Iugoslaviei. S-a mutat apoi definitiv în orașul Sarajevo în 1975. În capitala bosniacă mișuna atunci o viață culturală bogată, cântărețul fiind atras de atmosfera cosmopolită de acolo. Decizia de a se muta la Sarajevo a avut un rol în depărtarea stilului său artistic de cel al Esmei Redžepova. În timp ce Redžepova era inspirată de muzica pop mainstream și de moștenirea indiano-romă, Serbezovski dorea să compună și să interpreteze cântece mai apropiate de cultura turcească și cea arabă.
Cu toate acestea, Muharem Serbezovski a încercat întotdeauna să aibă acces la un public larg și a explorat diverse tipuri de muzică, inclusiv cea indiană. La acea vreme, Iugoslavia și India făceau parte din Mișcarea de Nealiniere, iar Iosip Broz Tito a încercat să apropie cele două țări exploatând originea indiană a poporului rom; acest lucru era evident mai ales prin promovarea cinematografiei indiene în rândul romilor iugoslavi. Multe din cântecele lui Serbezovski au o influență indiană, cele mai bune exemple fiind Ramu, Ramu și Ramajana, ambele lansate în 1974. Primul cântec face referire la un personaj al filmului indian omonim, iar al doilea invocă poemul epic hindus Ramayana. Muharem Serbezovski a fost în India în 1978 pentru a participa la festivalul romilor din Chandigarh. Cu această ocazie, a făcut cunoștință cu premierul Indira Gandhi și a făcut o fotografie alături de fiul ei Rajiv Gandhi fiind îmbrăcat în același costum indian pentru a evidenția asemănarea dintre poporul indian și cel rom.
Muharem Serbezovski a lucrat cu mai mulți artiști iugoslavi pop-folk, printre care propriul frate Ajnur Serbezovski, cu care a lansat un single în 1976 și un album în 1982. A colaborat, de asemenea, cu idolul său, muzicianul Toma Zdravković, cei doi mergând în turnee timp de 7-8 ani. A colaborat și cu cântărețul Sinan Sakić.
Deși se mândrește cu originea sa romă, Muharem Serbezovski a lansat puține piese în limba romani, cea mai mare parte a operei sale fiind în sârbocroată. În timpul Războiului Bosniac, el se identifica pe deplin bosniac și cânta multe cântece patriotice.

### Literatură
Muharem Serbezovski se autodefinește ca unul dintre puținii intelectuali romi. El a realizat prima traducere în romani a Coranului și a publicat câteva romane și poezii scrise de el însuși. Cariera de scriitor și traducător a început-o în anii 1980, preluând sarcina de a traduce Coranul de la tatăl său. Serbezovski declara că intenționează să traducă în romani și alte lucrări de referință, precum Vechiul și Noul Testament, Hadis și operele literare Război și pace, Crimă și pedeapsă și Un veac de singurătate.
Primul roman al lui Serbezovski, Šareni dijamanti („Diamante colorate”), a fost publicat în 1983. Au urmat Cigani A categoria („Țigani de primă clasă”) în 1985, Za dežjem orgoliul sonce : dva romana („După ploaie vine soarele: două romane”) în 1986 și volumul de poezie Nitko ne zna puteve vjetrova i Cigana („Necunoscute sunt căile vântului și ale țiganului”) în 1999. De asemenea, a publicat în 2000 eseul Cigani i ljudska prava („Țiganii și drepturile omului”). Lucrările sale de ficțiune se concentrează asupra identității rome; el le vede ca o modalitate de a documenta cultura romă. Serbezovski consideră că opera sa oferă o perspectivă mult mai autentică asupra romilor decât romanele scriitorilor de alte etnii, care recurg la personaje rome de obicei doar pentru a crea o atmosferă.

### Activitate politică
Pentru o scurtă perioadă de timp, Serbezovski s-a implicat în politica bosniacă în anii 2000. Cariera politică a fost strâns legată de activismul său rom și asimilarea sa în cultura bosniacă. El s-a alăturat Partidului pentru Bosnia și Herțegovina condus de Haris Silajdžić și a fost ales ca membru al parlamentului bosniac în 2007 pentru un mandat de 4 ani. Nu intenționase niciodată să devină un politician profesionist, dar a dorit să reprezinte oamenii romi pe scena politică bosniacă. Mandatul său a fost marcat de declarațiile pe care le făcea în legătură cu maltratarea femeilor: în 2009, el a declarat că consideră violența împotriva femeilor un lucru normal care face parte din tradiția balcanică. Acest lucru a provocat reacții negative în rândul publicului și al ONG-urilor bosniace. El și-a dat demisia din partid în 2010 invocând discriminări din partea liderilor grupului.

## Operă

### Discografie

#### Albume
- Muharem Serbezovski, PGP-RTB, 1973
- Hej, čergari, hej, drugari , PGP-RTB, 1976
- Muharem i Ajnur Serbezovski, Jugoton, 1982 (cu Ajnur Serbezovski)
- Disko Orijent, Jugoton, 1982
- Dođi mi u godini jedan dan, Jugoton, 1983
- Zašto su ti kose pobelele druže, PGP-RTB, 1984
- Teška beše našata razdelba, PGP-RTB, 1985
- Muharem Serbezovski, Jugoton, 1986 (cu ansamblul Crni Dijamanti)
- Zaljubih se..., Diskoton, 1987 (cu ansamblul Crni Dijamanti)
- Srećan 8. Mart, Diskoton, 1989 (cu ansamblul Crni Dijamanti)
- Bože, Bože, kakva je to žena, Diskoton, 1989
- Lejla, Diskoton, 1991 (cu ansamblul Crni Dijamanti)

#### EP-uri
- Kalajđiljar Kalaj Japar, Jugoton, 1962
- Džemile, PGP-RTB, 1968
- Šta će mi bogatstvo, PGP-RTB, 1969
- Još uvek te volim, PGP-RTB, 1970
- Alisa ne idi, PGP-RTB, 1971
- Šeherezada, PGP-RTB, 1971
- Spavaj, čedo, spavaj, PGP-RTB, 1972
- Osman Aga, PGP-RTB, 1973
- Srce cigansko, PGP-RTB, 1973
- Ramajana, PGP-RTB, 1974 (cu ansamblul lui Medo Čun)
- Ramu, Ramu, PGP-RTB, 1974

#### Single-uri
- Ciganin sam i umem da volim, PGP-RTB, 1970
- Ciganko vatrenog oka, PGP-RTB, 1971
- Čekaću te ja, PGP-RTB, 1973
- Zeleno, zeleno, PGP-RTB, 1975
- Hajde svi da pevamo, PGP-RTB, 1975
- Da li hoćeš, brate, Aliju, PGP-RTB, 1976 (cu Ajnur Serbezovski)
- Ramajana, PGP-RTB, 1977
- Zašto su ti kose pobelele druže, PGP-RTB, 1977 (cu ansamblul Crni Dijamanti)
- U haremu, Jugoton, 1979
- Suzana, volim te, Jugoton, 1979
- Pesma prijatelju, Jugoton, 1980

#### Compilații
- Muharem Serbezovski, PGP-RTB, 1975
- Braća Serbezovski, PGP-RTB, 1983 (cu Ajnur Serbezovski)
- Legende narodne muzike, Extra Music, 2008 (cu Novica și Toma Zdravković)
- 39 velikih hitova, Extra Music, 2012

### Opere literare
- Šareni dijamanti. Sarajevo: Veselin Masleša. 1983. (cu Dino Malović)
- Cigani "A" kategorije. Sarajevo: Veselin Masleša. 1985.
- Za dežjem pride sonce : dva romana. Murska Sobota: Pomurska založba. 1986.
- Cigani i ljudska prava. Sarajevo: Vijeće kongresa bošnjačkih intelektualaca. 2000.
- With Jusuf Ramić and Mehmedalija Hadžić (2005). Kurʼani. Sarajevo: Romano lil.